# Amelia Andersdotter
Anna Amelia Matilda Katarina Andersdotter, född 30 augusti 1987 i Uppsala domkyrkoförsamling, Uppsala län, är en svensk politiker (piratpartist). Hon var ledamot av Europaparlamentet mellan december 2011 och juli 2014. Hon kandiderade i Europaparlamentsvalet i Sverige 2014 på andra plats på Piratpartiets lista.

## Biografi och studier
Amelia Andersdotter föddes 1987 i Uppsala men är uppvuxen i Örsundsbro i Enköpings kommun. Hon har två yngre syskon. Hennes far Anders Lundquist är lärare och handledare i schack och hennes mor Lotta Lille är journalist. 
Efter Rosendalsgymnasiet i Uppsala studerade Andersdotter under fem år vid Lunds universitet, där hon läste matematik, fysik, statistik och handelsrätt, spanska och rumänska. Hon har bott i Bukarest och Gent men bor idag[när?] i Bryssel. Hon har svenska som modersmål men talar även engelska, spanska, rumänska och nederländska. 
Genom Ung Pirats medlemskap i Landsrådet för Sveriges Ungdomsorganisationer utsågs hon 2008 till regeringens ungdomsrepresentant till World Urban Forum. 
I en intervju med studenttidningen Lundagård 2009 har hon sagt att hon övervägt att skänka en del av sin eventuella lön som parlamentariker till, förutom Piratpartiet och Ung Pirat, också Attac, Ordfront, Amnesty och FN:s utvecklingsfond för kvinnor.[uppföljning saknas]

## Politiskt engagemang
Andersdotter gick med i det nystartade Piratpartiet i april 2006 och blev styrelsemedlem i Piratpartiets ungdomsförbund Ung Pirat i juni 2007 där hon satt kvar till maj 2010. Under den perioden ansvarade hon för Ung Pirats internationella samarbeten. 
Hon var andranamn på Piratpartiets kandidatlista till Europaparlamentsvalet 2009. I Europaparlamentsvalet i Sverige 2009 fick hon 22 303 personröster (9,87 procent av Piratpartiets röster) och blev den av partiets kandidater som fick flest röster efter Christian Engström. Andersdotter tillträdde som ledamot två och ett halvt år efter valet i och med att Sverige tilldelats ytterligare två mandat (under pågående valperiod) efter att ett tilläggsprotokoll till Lissabonfördraget rörande Europaparlamentets sammansättning ratificerats, och blev parlamentets yngsta ledamot under den mandatperioden.
Perioden innan hon tillträdde som ledamot tillbringade hon tid med att åka runt i olika delar av världen och prata om sina erfarenheter som ung politiker och förespråkare det nya informationssamhället, till exempel på Ars Electronicas årsträff i Linz i Österrike och i Sydkorea (2010), vilket senare inspirerade henne att arbeta med Delegationen för förbindelserna med Koreahalvön i Europaparlamentet. Hon reste också mycket inom Europa under denna tid för att hjälpa andra Piratpartier runtom i Europa.
I Europaparlamentet fokuserade Andersdotter på frågor om informationspolitik, och hon var ledamot av Europaparlamentets utskott för industrifrågor, forskning och energi (ITRE) och Delegationen för förbindelserna med Koreahalvön. Hon var suppleant i utskottet för internationell handel (INTA), budgetkontrollutskottet (CONT) och Delegationen för förbindelserna med länderna i Andinska gemenskapen. Hon var dessutom sponsor för EPFSUG (The European Parliament Free Software User Group).
Som starkt kritisk till handelsavtalet för bekämpning av varumärkesförfalskning (ACTA) föreslog hon som rapportör för ITRE-utskottet att avslå avtalet, vilket också blev utskottets linje. De övriga utskotten följde senare samma linje. Till slut röstade även parlamentet ner förslaget.
Andersdotter har bland annat arbetat med frågan om EU-kommissionens förslag till uppdatering av direktivet om vidareutnyttjande av information från den offentliga sektorn, kallat PSI-direktivet, vilket den svenska PSI-lagen bygger på. Hon har kritiserat den svenska regeringens motstånd mot bland annat avgiftsreglering.
Hon drev även frågan om offentliga investeringar i fiberoptiska bredbandsanslutningar till hushållen.
Efter Andersdotters period i parlamentet gjorde tankesmedjan Timbro en utvärdering av de svenska parlamentarikernas inflytande under perioden och framhöll henne som en av de två med mest inflytande.
Efter perioden som EU-parlamentariker har hon arbetat vidare med frågorna i föreningen Dataskydd.net.[källa behövs]